# Liste der Stolpersteine in Prenzlau

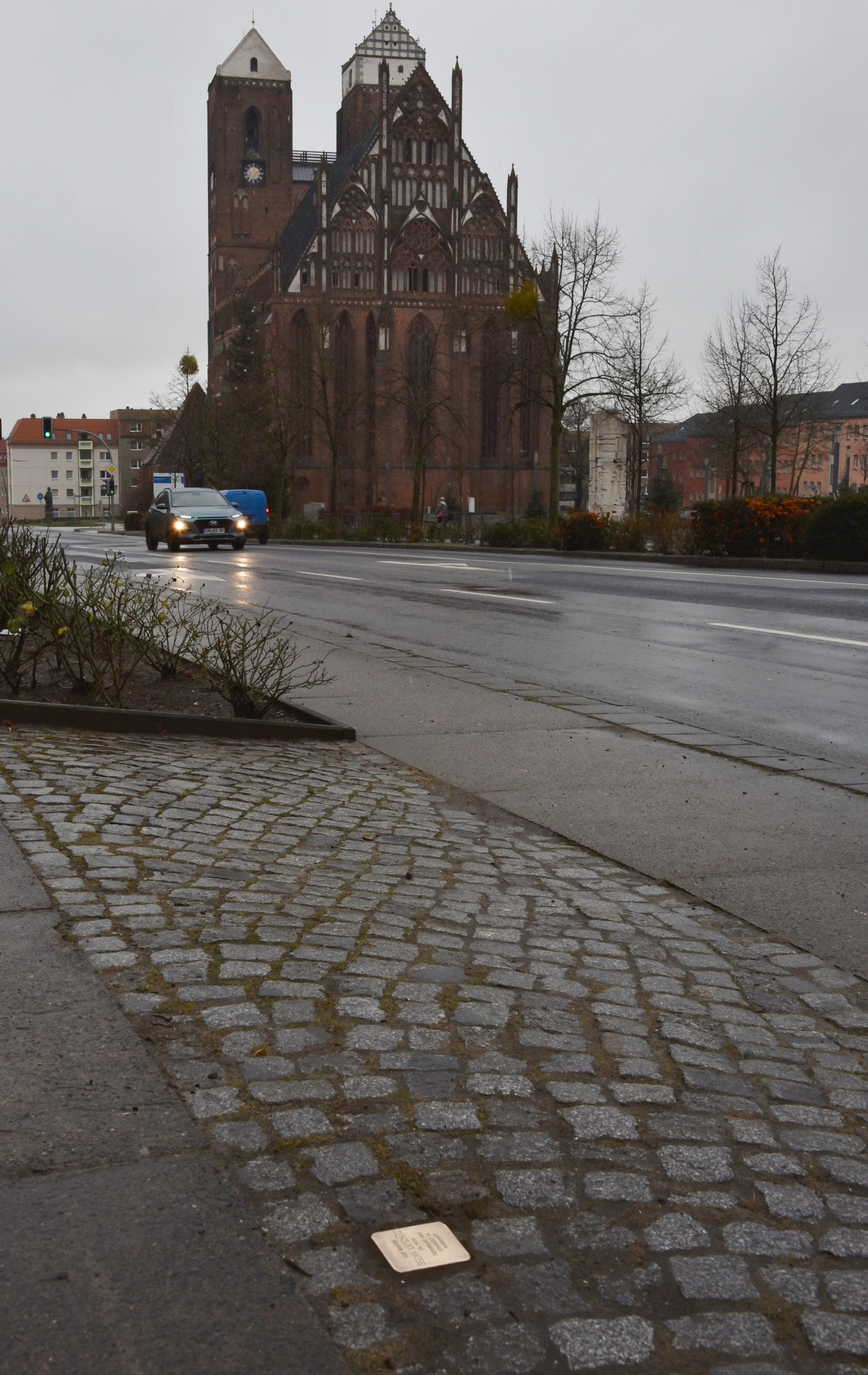
Stolperstein für Selma Lipschütz am Marktberg 3 in Prenzlau vor der Marienkirche

In der Liste der Stolpersteine in Prenzlau werden die vorhandenen Gedenksteine aufgeführt, die im Rahmen des Projektes Stolpersteine des Künstlers Gunter Demnig bisher in der Kreisstadt Prenzlau im brandenburgischen Landkreis Uckermark verlegt worden sind.
Im Bereich der historischen Uckermark in Brandenburg wurden außerdem noch Stolpersteine in Angermünde, im Boitzenburger Land, in Gartz (Oder), in Joachimsthal, in Schwedt/Oder und in Zehdenick verlegt.

## Verlegte Stolpersteine
In Prenzlau wurden bisher 22 Stolpersteine an vierzehn Adressen verlegt.
| Stolperstein | Inschrift | Verlegeort                                                   | Name, Leben |
| ------------ | --- | ------------------------------------------------------------ | --- |
|              | HIER WOHNTE SANNY ABRAHAMSON JG. 1922 DEPORTIERT 1941 ŁODZ / LITZMANNSTADT ERMORDET 12.5.1942                                                                          | Geschwister-Scholl-Straße 41 (vormals Prinzenstraße 545/546) | Sanny Abrahamsohn wurde am 23. Juli 1922 in Prenzlau geboren. Ihre Eltern waren der Kaufmann Paul Abrahamsohn und Margarethe geborene Ehrlich, die am 23. März 1920 in Schloppe (heute Człopa in Polen) geheiratet hatten. Ihr Bruder Erich wurde am 3. Dezember 1920 in Prenzlau geboren, er starb im Alter von nur einem Tag am 4. Dezember 1920. Ihr jüngerer Bruder Alfred wurde am 10. März 1927 ebenfalls in Prenzlau geboren. Sanny wurde am Beginn der Deportationen mit dem II. Transport am 24. Oktober 1941 von Berlin aus in das Ghetto Litzmannstadt deportiert. Alle Deportierten wurden zuvor vom Sammellager in der Synagoge Levetzowstraße in Berlin-Moabit zum Bahnhof Berlin-Grunewald gebracht. Nicht-gehfähige Menschen wurden auf Lastwägen dorthin gebracht, während alle anderen die ca. sieben Kilometer öffentlich sichtbar durch die Stadt gehen mussten. Am Bahnhof standen in einem Zug Passagierwaggons dritter Klasse bereit, der Transport kam am 25. Oktober 1941 in Lodz (heute Łódź in Polen) an. Sanny musste im Ghetto als Schneiderin Zwangsarbeit leisten und kam dort durch mangelhafte Ernährung und fehlende medizinische Versorgung am 12. Mai 1942 zu Tode. Ihr Bruder Alfred Abrahamsohn wurde zusammen mit den Eltern Paul und Margarethe Abrahamsohn am 13. April 1942 aus Prenzlau sehr wahrscheinlich über Potsdam ebenfalls in das Sammellager in der Synagoge Levetzowstraße in Berlin-Moabit gebracht. Auf diesem Transport befanden sich insgesamt jüdische 16 Menschen aus Prenzlau. u. a. auch aus den Familien Arndt, Hermannsohn, Jacobsohn und Sinasohn. Am 14. April 1942 erfolgte ihre Deportation mit dem XIII. Transport vom Bahnhof Berlin-Grunewald in das zu dem Zeitpunkt völlig überfüllte Warschauer Ghetto, wo der Transport am 16. April 1942 ankam. Ab dem 22. Juli 1942 wurde dieses Ghetto durch die SS in der „Großen Aktion“ im Rahmen der Aktion Reinhardt schrittweise aufgelöst, fast alle Ghettobewohner wurden in Vernichtungslager geschickt, die meisten von ihnen in das KZ Treblinka. Danach war das Ghetto kein Wohnbezirk mehr, sondern nur noch ein großes Lager mit Zwangsarbeitern, von den Deutschen als Restghetto bezeichnet. Von Alfred, Paul und Margarethe Abrahamsohn ist kein Todesdatum bekannt, sie kehrten nicht zurück. |
|              | HIER WOHNTE LOTTE ADAM GEB. MAMLOK JG. 1919 DEPORTIERT 1943 ERMORDET IN AUSCHWITZ                                                                                      | Scharrnstraße 7 und 9 (vormals Haus Nr. 192)                 | Lotte Adam, geborene Mamlok, wurde am 18. März 1919 in Schroda (heute Środa Wielkopolska in Polen) in der Provinz Posen geboren. Ihre Eltern waren Nathan Mamlok (siehe unten) und Helene geborene Ostrowski, ihr älterer Bruder Heinz wurde am 29. September 1915 ebenfalls in Schroda geboren. Kurz nach der Geburt von Lotte muss die Familie nach Prenzlau gezogen sein, wahrscheinlich nach dem erfolgreichen polnischen Posener Aufstand und dem Versailler Vertrag, als der größte Teil der Provinz Posen 1919 zur wiedererrichteten Republik Polen gelangte. 1922 steht ihr Vater als Kaufmann mit der Adresse Steinstraße 415 im Prenzlauer Adreßbuch. Ihre Mutter Helene starb am 29. Dezember 1938 im Alter von 54 Jahren in Prenzlau. Zur Volkszählung im Deutschen Reich 1939 wohnte Lotte noch mit ihrem Vater in Prenzlau, danach muss ihr Umzug nach Berlin erfolgt sein. Das Datum ihrer Hochzeit ist nicht bekannt, außer dem Nachnamen Adam gibt es keine Angaben zu ihrem Ehemann. In Berlin wohnte sie wie ihr Vater zwangsweise in einem Zimmer als Untermieterin bei Dr. Bruno Rosenberg in der Motzstraße 79 in Berlin-Wilmersdorf, der mit seiner Frau Julie am 3. Oktober 1942 in das Ghetto Theresienstadt deportiert worden ist. Lotte Mamlok wurde Ende Februar 1943 im Rahmen der Fabrikaktion in Berlin verhaftet, am 1. März 1943 mit dem 31. Ostransport in das Vernichtungslager Auschwitz deportiert und dort am 2. März 1943 ermordet. Nur ihr Bruder Heinz Mamlok überlebte den Holocaust durch eine frühzeitige Flucht nach Palästina, wo er mit seiner Frau Dora geborene Kantorowitz (geboren am 7. Oktober 1917 in Memel) am 18. August 1936 ankam und am 26. Dezember 1939 eingebürgert worden ist. |
|              | HIER WOHNTE ADOLF ARNDT JG. 1858 DEPORTIERT 1943 THERESIENSTADT TOT 10.4.1943                                                                                          | Marktberg 41 (vormals Wittstraße 646)                        | Adolf Arndt wurde am 9. April 1858 in Prenzlau geboren. Er starb am 22. März 1943 im Jüdischen Krankenhaus Berlin in Berlin-Wedding an Altersschwäche und wohnte zuletzt in der Gerlachstraße 20–21 in Berlin-Mitte, einem jüdischen Altersheim, das zuletzt auch als Sammelager für bevorstehende Deportationen fungierte. |
|              | HIER WOHNTE JENNY ROSA ARNDT GEB. ARONSOHN JG. 1874 DEPORTIERT 1943 THERESIENSTADT TOT 20.12.1943                                                                      | Marktberg 41 (vormals Wittstraße 646)                        | Jenny Rosa Arndt, geborene Aronsohn, wurde am 25. April 1874 in Graudenz geboren. Sie wurde am 17. März 1943 von Berlin aus nach Theresienstadt deportiert und dort am 20. Dezember 1943 ermordet. |
|              | HIER WOHNTE JULIUS ARNDT JG. 1873 DEPORTIERT 1942 THERESIENSTADT ERMORDET IN TREBLINKA                                                                                 | Neustadt 47 (vormals Neustadt 707)                           | Julius Arndt wurde am 14. Januar 1873 in Prenzlau geboren. Er wurde am 10. September 1942 nach Theresienstadt deportiert und von dort am 29. September 1942 ins Vernichtungslager Treblinka überstellt und noch am selben Tag ermordet. |
|              | HIER WOHNTE FRIEDA CZAPSKI GEB. FREIMANN JG. 1872 DEPORTIERT 1942 THERESIENSTADT 1942 TREBLINKA ERMORDET                                                               | Marktberg 15 (vormals Markt 472)                             | Frieda Czapski, geborene Freimann, wurde am 10. Oktober 1872 in Ostrowo, Posen, geboren. Sie wurde am 31. Juli 1942 nach Theresienstadt deportiert und am 26. September 1942 ins Vernichtungslager Treblinka überstellt. Frieda Czapski wurde entweder dort oder in Minsk ermordet. |
|              | HIER WOHNTE JULIUS DOBRIN JG. 1884 DEPORTIERT 1943 AUSCHWITZ ERMORDET 13.1.1943                                                                                        | Straße des Friedens 22                                       | Julius Dobrin wurde am 14. Februar 1884 in Schlochau geboren. Er und seine Ehefrau wurden am 12. Januar 1943 von Berlin in das Konzentrationslager Auschwitz deportiert und dort am 13. Januar 1943 ermordet. |
|              | HIER WOHNTE MARGARETE DOBRIN GEB. ZOBEL JG. 1894 DEPORTIERT 1943 AUSCHWITZ ERMORDET 13.1.1943                                                                          | Straße des Friedens 22                                       | Margarete Dobrin, geborene Zobel, wurde am 26. Juni 1894 in Bruss geboren. Sie und ihr Ehemann wurden am 12. Januar 1943 in das Konzentrationslager Auschwitz deportiert und dort am 13. Januar 1943 ermordet. |
|              | HIER WOHNTE MAX DRUCKER JG. 1866 DEPORTIERT 1942 THERESIENSTADT TOT 11.1.1943                                                                                          | Friedrichstraße 35                                           | Max Drucker wurde am 18. Dezember 1866 in Birnbaum geboren. Er wurde am 20. November 1942 nach Theresienstadt deportiert und dort am 11. Januar 1943 ermordet. |
|              | HIER WOHNTE ELLA GLASER JG. 1876 DEPORTIERT 1942 THERESIENSTADT ERMORDET 3.2.1943                                                                                      | Marktberg 41 (vormals Wittstraße 646)                        | Ella Glaser wurde am 24. Februar 1876 in Arnswalde geboren. Sie wurde am 20. November 1942 nach Theresienstadt deportiert und dort am 3. Februar 1943 ermordet. |
|              | HIER WOHNTE ALFRED HERMANNSOHN JG. 1888 DEPORTIERT 1942 RIGA ERMORDET 29.10.1942                                                                                       | Marktberg 41 (vormals Wittstraße 646)                        | Alfred Herrmannsohn wurde am 24. Juni 1888 in Prenzlau geboren. Er wurde am 26. Oktober 1942 nach von Berlin aus nach Riga deportiert und dort am 29. Oktober 1942 ermordet. |
|              | HIER LEBTE KLARA HIRSCH JG. 1894 SEIT 1922 PATIENTIN IN MEHREREN HEILANSTALTEN AB 1939 LANDESANSTALT TEUPITZ ’VERLEGT’ ERMORDET 1940                                   | Am Steintor 4 (vormals Hermann-Göring-Straße 2)              | Klara Hirsch wurde am 13. Februar 1894 in Rogasen geboren. Ab 1922 lebte sie in verschiedenen Heilanstalten und im Mai 1939 in der Hermann-Göring-Straße 2 in Prenzlau. Auf einer Meldekarte findet sich für den 31. Oktober 1939 der Zuzug nach Teupitz Landesanstalt, die in dieser Zeit als Zwischenanstalt für die beiden NS-Tötungsanstalten Brandenburg (Havel) und Bernburg fungierte. Somit ist es wahrscheinlich, dass Klara Hirsch an einem der beiden Orte durch Euthanasie im Rahmen der Aktion T4 ermordet worden ist. Der Stolperstein wurde 2024 erneuert und trägt nun die korrekten Informationen. Die bisherige Annahme, Klara Hirsch sei 1943 nach Theresienstadt deportiert und anschließend 1944 in Auschwitz ermordet worden, wurde durch eine engagierte Hobby-Genealogin aus Berlin widerlegt. |
|              | HIER WOHNTE PAUL JACOBSOHN JG. 1887 'SCHUTZHAFT' 1938 GEFÄNGNIS LÜBECK 1939 KZ FUHLSBÜTTEL FLUCHT 1940 ITALIEN INTERNIERT TRIEST DEPORTIERT 1943 ERMORDET IN AUSCHWITZ | Neubrandenburger Straße 7a                                   | Paul Jacobsohn wurde am 12. Januar 1887 in Prenzlau geboren. Seine Eltern waren der Gerbermeister Naumann Jacobsohn (1854–1928) und Mathilde, geborene Arndt (1858–1932). Er hatte fünf Geschwister: Hugo (1884–1915), Kurt (1889–1967) und Margarethe (1892–1969) sowie zwei schon als Säuglinge verstorbene Geschwister, Selma (1882–1883) und Arnold (1885). Sein Vater hatte einen Gerbereibetrieb mit ungefähr 30 Angestellten, und war zu Wohlstand gekommen. Paul Jacobsohn besuchte die Volksschule in Prenzlau, danach absolvierte er eine kaufmännische Lehre im Textilfach. Während des Ersten Weltkrieges musste er an der Front kämpfen, wurde dabei verschüttet und erlitt einen dauerhaften Hörschaden. Sein Bruder Hugo wurde ebenfalls eingezogen, er fiel am 21. September 1915 in den Kämpfen bei Ogorodniki in Russland (heute Aharodniki in Belarus). Nach dem Ende des Krieges zog Paul Jacobsohn nach Hamburg, wo er als Textilkaufmann tätig wurde. Er wohnte dort in der Schwarzestraße 30, im Haus der Familie Ahlers. Am 30. August 1919 heiratete er die Eigentümerin des Hauses, die 1887 geborene Margarethe Else Ahlers. Sie war evangelisch-lutherisch. 1924 wurde ihre Tochter Inge geboren. Im Jahr 1928 starb Jacobsohns Vater, im selben Jahr eröffneten Paul Jacobsohn und seine Frau ein Herrenmodengeschäft in der Stoeckhardtstraße und zogen auch an diese Adresse. Seine Mutter starb 1932, vier Jahre später kam seine Schwester Margarete ebenfalls nach Hamburg und arbeitete im Geschäft mit. Um das Geschäft zu retten und der Tochter Inge weiterhin eine gute Ausbildung ermöglichen zu können, ließ sich das Paar auf Antrag von Margarethe Else Jacobsohn im Dezember 1938 auf dem Papier scheiden. Das alleinige Sorgerecht für Inge ging an die Mutter des Kindes. Zum weiteren Schutz der Tochter wurde sie 1938 getauft und es wurde versichert, dass sie niemals in die jüdische Gesellschaft eingeführt worden war und eine rein christliche Erziehung erhalten hatte. Paul Jacobsohn gab an, auswandern zu wollen und keinerlei Einfluss auf seine Tochter gehabt zu haben, des Weiteren gab er an, eine außereheliche Beziehung mit einer „deutschblütigen“ Frau gehabt zu haben. Else Jacobsohn nahm ihren Geburtsnamen wieder an und führte unter ihrem Namen das Geschäft weiter. Seine Tochter Inge begann eine Lehre als Verkäuferin und trat der Deutschen Arbeitsfront bei. Paul Jacobsohn wurde auf Grund seiner Aussage wegen „Rassenschande“ angeklagt. Am 2. November 1938 wurde er im Untersuchungsgefängnis Fuhlsbüttel inhaftiert, am 24. November 1938 wurde er ins Marstallgefängnis Lübeck überstellt. Seine Verurteilung erfolgte am 6. Januar 1939, er wurde zu zwei Jahren Zuchthaus verurteilt. Am 14. Januar 1939 wurde Jacobsohn zuerst nach Hamburg überstellt und dann ins Zuchthaus Fuhlsbüttel. Als er am 19. Dezember 1940 entlassen wurde, erfolgte dies unter der Auflage, innerhalb von sechs Tagen das Land zu verlassen. Die jüdische Gemeinde brachte ihn in einem Obdachlosenheim unter, am 24. Dezember 1940 erfolgte seine Flucht über die grüne Grenze nach Jugoslawien, auch dies mit Unterstützung der jüdischen Gemeinde. Von Jugoslawien aus blieb Paul Jacobsohn mit seiner geschiedenen Frau und seiner Tochter bis 1943 in Kontakt, er hatte sich den Partisanen angeschlossen. Anfang November 1943 geriet er in deutsche Gefangenschaft. Am 7. Dezember 1943 wurde Paul Jacobsohn von Triest nach Auschwitz deportiert und dort ermordet. Else Ahlers hatte das gemeinsame Geschäft bis zu dessen Zerstörung durch ein Feuer 1943 weiter geführt. Nach der Zerstörung baute sie das Geschäft an anderer Stelle wieder auf. Sie starb 1949 und hat über das Schicksal von Paul Jacobsohn nie etwas erfahren. Seine Schwester Margarethe war als Hausdame tätig, 1940 war sie dienstverpflichtet worden und musste in einem Heim für Evakuierte arbeiten, dort lebte sie auch. Am 6. Dezember 1941 erhielt sie die Aufforderung zur „Aussiedlung in den Osten“. Der Transport ging nach Riga, danach erlitt sie noch die Inhaftierung im KZ Kaiserwald und KZ Stutthof. Bei einem Arbeitseinsatz in einem Außenlager von Stutthof nahe Thorn im Januar 1945 erfroren ihr vier Zehen. Jüdische Frauen mussten dort für das Baukommando Weichsel der Organisation Todt unter härtesten winterlichen Bedingungen ohne ausreichende Versorgung mit Nahrung und in Zelten als Unterkunft tiefe Verteidigungsgräben gegen die heranrückende Rote Armee ausheben. In Bromberg wurden ihr die vier Zehen amputiert und danach musste sie sich noch einer Beinoperation unterziehen. Durch den Aufenthalt im Krankenhaus wurde sie nicht mehr auf einen Todesmarsch geschickt und überlebte. Nach der Befreiung und dem Kriegsende kehrte Margarethe im Oktober 1945 nach Hamburg zurück. 1947 traf sie in Zagreb einen ehemaligen Partisanen-Kameraden ihres Bruders, auf Grund seiner Aussage ging man auch im Wiedergutmachungsverfahren davon aus, dass Paul Jacobsohn als Partisan getötet worden war, erst später stellte sich heraus, dass sein Schicksal ein anderes war. Auch in Hamburg erinnert ein Stolperstein an sein Schicksal. |
|              | HIER WOHNTE SELMA LIPSCHÜTZ JG. 1906 DEPORTIERT 1943 ERMORDET IN AUSCHWITZ                                                                                             | Marktberg 3 (vormals Markt 468)                              | Selma Lipschütz wurde am 14. Februar 1906 in Prenzlau geboren. Sie wurde am 1. März 1943 von Berlin aus in das Vernichtungslager Auschwitz deportiert und dort am 2. März 1943 ermordet. |
|              | HIER WOHNTE NATHAN MAMLOCK JG. 1871 DEPORTIERT 1943 AUSCHWITZ ERMORDET 6.3.1943                                                                                        | Steinstraße 15                                               | Nathan Mamlok wurde am 11. Juni 1871 in Koschmin (heute Koźmin in Polen) geboren, seine Eltern waren Hirsch Mamlok (1829–1910) und Jette Scheps geborene Blau (ca. 1825–1915). 1897 heiratete er in Schroda Hedwig geborene Kaphan (1873–1907) und zusammen hatten sie die Söhne Jaques (1903–1943) und Emil Elias (1907–1943), die ebenfalls dort geboren wurden. Hedwig starb im Alter von nur 34 Jahren am 25. Juli 1907 in Schroda, sehr wahrscheinlich an Geburtskomplikationen. Nathan Mamlok heiratete danach 1908 in Pleschen Helene geborene Ostrowski (1884–1938), ihre Kinder Heinz (1915) und Lotte (1919) (siehe oben) wurden in Schroda geboren. Kurz nach der Geburt von Lotte löste Nathan Mamlok am 10. Mai 1919 seine Firma in Schroda auf, wahrscheinlich sah er nach dem erfolgreichen polnischen Posener Aufstand und dem Versailler Vertrag dort keine Zukunft mehr für sich, als der größte Teil der Provinz Posen zur wiedererrichteten Republik Polen gelangte. Am 7. Juni 1921 wurde Nathan Mamlok als Inhaber und Nachfolger für die Firma Hugo Lange ins Handelsregister Prenzlau eingetragen, 1922 steht der Kaufmann Nathan Mamlok mit der Adresse Steinstraße 415 im Prenzlauer Adreßbuch und 1925 befand sich auch die Firma Hugo Lange Nachf. Nathan Mamlok an dieser Adresse, ein Kolonialwarengeschäft und eine Holz- und Kohlenhandlung. Am 29. Dezember 1938 starb seine Ehefrau Helene im Alter von 54 Jahren im Kreiskrankenhaus in Prenzlau. Zu welchen Bedingungen er danach sein Haus und Grundstück verkaufte, ist bisher nicht bekannt. Unter der Signatur 36A F 1226 findet sich dazu eine Akte der Devisenstelle beim Oberfinanzpräsident Brandenburg. Zur Volkszählung im Mai 1939 gab er noch die Steinstraße 415 in Prenzlau als Wohnort an, in seiner zwangsweise vor der der Deportation abgegebenen Vermögenserklärung gab er an, dass er seit 1939 in einem Zimmer bei Dr. Bruno Rosenberg in der Motzstraße 79 in Berlin-Wilmersdorf wohnte (dort steht falsch Motzstraße 29). Nathan Mamlok wurde am 4. März 1943 von Berlin aus in das Vernichtungslager Auschwitz deportiert und dort am 6. März 1943 ermordet. Nur sein Sohn Heinz Mamlok überlebte den Holocaust durch eine frühzeitige Flucht nach Palästina, wo er mit seiner Frau Dora geborene Kantorowitz (geboren am 7. Oktober 1917 in Memel) am 18. August 1936 ankam und am 26. Dezember 1939 eingebürgert worden ist. |
|              | HIER WOHNTE AGNES SILBERBERG GEB. BROCKMANN JG. 1878 DEPORTIERT 1943 AUSCHWITZ ERMORDET 2.3.1943                                                                       | Friedrichstraße 14                                           | Agnes Silberberg, geborene Brockmann, wurde am 8. Juni 1878 in Koschmin (heute Koźmin in Polen) geboren. Sie wurde am 1. März 1943 von Berlin in das Vernichtungslager Auschwitz deportiert und dort am 2. März 1943 ermordet. |
|              | HIER WOHNTE CHARLOTTE SILBERBERG JG. 1904 DEPORTIERT 1943 AUSCHWITZ ERMORDET 2.3.1943                                                                                  | Friedrichstraße 14                                           | Charlotte Silberberg wurde am 8. Dezember 1904 in Prenzlau geboren. Sie wurde am 1. März 1943 von Berlin in das Vernichtungslager Auschwitz deportiert und dort am 2. März 1943 ermordet. |
|              | HIER WOHNTE GEORG SINASOHN JG. 1887 DEPORTIERT 1942 AUSCHWITZ ERMORDET                                                                                                 | Straße des Friedens 26 (vormals Königstraße 143)             | Georg Sinasohn wurde am 26. Juli 1884 in Prenzlau geboren. Seine Eltern waren der Händler Moritz Sinasohn (1847–1917) und Friederike geborene Rosener (1846–1924), die bei seiner Geburt in der Kleinen Friedrichstraße 213 lebten. Georg hatte noch die Geschwister Max (1874–1936), Siegfried (1875), Alfred (1880), Conrad (1881), Erich (1886) und Alexander (1890–1942), die ebenfalls in Prenzlau geboren wurden. Er nahm als Soldat am Ersten Weltkrieg teil, am 14. Juni 1918 wurde er als Gefreiter und “leicht verwundet” in einer Verlustliste aufgeführt. Am 6. Juli 1921 wurde in Prenzlau seine Tochter Ilse und am 26. Oktober 1928 sein Sohn Heinz Lothar ebenfalls dort geboren. Im Mai 1939 wohnte die Familie noch in der Königstraße 143 in Prenzlau, dann wurde ihnen, sehr wahrscheinlich durch das Gesetz über Mietverhältnisse mit Juden vom 30. April 1939, ihre Wohnung zwangsweise weggenommen. Unter der Signatur 5E AG Prenzlau 486 findet sich 1939 die Klage des Kaufmanns Erich Marcus aus Prenzlau gegen Georg Sinasohn und seine Ehefrau Selma Sinasohn wegen Räumung einer Wohnung. Die Familie floh nach Berlin und musste zuletzt zu dritt in einem Zimmer als Untermieter von Michael Kristeller in der Kochhannstraße 42 im Friedrichshain leben. Georg Sinasohn wurde am 9. Dezember 1942 zusammen mit seiner Frau und Tochter aus Berlin in das Vernichtungslager Auschwitz deportiert und dort ermordet. Sein Todesdatum ist unbekannt. |
|              | HIER WOHNTE ILSE SINASOHN JG. 1921 DEPORTIERT 1942 ERMORDET IN AUSCHWITZ                                                                                               | Straße des Friedens 26 (vormals Königstraße 143)             | Ilse Sinasohn wurde am 6. Juli 1921 in Prenzlau geboren. Ihre Eltern waren Georg und Selma Sinasohn und ihr Bruder Heinz Lothar Sinasohn (1928–1994). Über Ilse ist wenig bekannt, laut ihrer Vermögenserklärung war sie Säuglingspflegerin und musste zuletzt laut ihren Angaben Zwangsarbeit bei Franz Grimm in der Sofienstraße 17/18 leisten (belegbar als Ort für den Zwangseinsatz von Juden im sogenannten Geschlossenen Arbeitseinsatz sowie ein Zwangsarbeitslager für aus der Sowjetunion verschleppte zivile Personen ist das Papierverarbeitungswerk B.S.A. Franz Grimm in der Sophienstraße 18 in Berlin-Mitte) und mit ihren Eltern in einem Zimmer als Untermieter bei Michael Kristeller in der Kochhannstraße 42 in Berlin-Friedrichhain leben. Am 9. Dezember 1942 wurde sie zusammen mit ihren Eltern aus dem Sammellager Große Hamburger Straße 26 über den Güterbahnhof Moabit in das Vernichtungslager Auschwitz deportiert und dort ermordet. Ihr Todesdatum ist unbekannt. Ihr Stolperstein wurde 2022 erst sieben Jahre später bei den Stolpersteinen für ihre Eltern verlegt. |
|              | HIER WOHNTE SELMA SINASOHN GEB. MAYERSOHN JG. 1881 DEPORTIERT 1942 AUSCHWITZ ERMORDET                                                                                  | Straße des Friedens 26 (vormals Königstraße 143)             | Selma Sinasohn, geborene Meyersohn, wurde am 31. Oktober 1891 in Schulitz geboren. Ihr Vater war Louis Lewin Meyersohn (1841–1912) und Jette Meyersohn (geborene Salomonsohn, 1855–1942). Selma hatte noch die Geschwister Adolf (1878–1943), Gertrud (1884–1942), David (1889–1918), Pauline Lina (1890–1943), Edwin (1893–1969) und Arthur (1895–1918) sowie die Halbgeschwister Röschen (1873–1942), Siegmund oder Sigismund (1877–1942) und Leo (1882–1937). Am 6. Juli 1921 wurde in Prenzlau ihre Tochter Ilse und am 26. Oktober 1928 ihr Sohn Heinz Lothar ebenfalls dort geboren. Selma musste vom 11. Februar 1942 bis zum 27. November 1942 in Berlin Zwangsarbeit bei Osram im Werk B (Osram-Höfe) leisten. Sie wurde am 9. Dezember 1942 zusammen mit ihrem Mann und ihrer Tochter aus Berlin in das Vernichtungslager Auschwitz deportiert und dort ermordet. Ihr Todesdatum ist unbekannt. Seine Eltern konnten ihrem Sohn Heinz Lothar Sinasohn die Flucht aus Deutschland ermöglichen. Er wurde im Château de Chabannes (heute in Saint-Pierre-de-Fursac gelegen) in Frankreich versteckt, einem Kinderheim im zuerst nicht von den Deutschen besetzten Teil von Frankreich. Mit gefälschten Papieren versorgt, konnte er im Juni 1941 über Lissabon mit dem Schiff SS Mouzinho in die USA fliehen, wo er am 21. Juni 1941 in New York ankam und am 8. März 1948 in Los Angeles eingebürgert worden ist. In den USA nannte er sich Henri, trat in die U.S. Army ein, wo er an Kriegen in Korea und Vietnam teilnahm, und starb als Veteran am 4. Juli 1994 in Riverside, Kalifornien. Sein Cousin John Sinasohn (geboren als Hans Martin am 10. Januar 1928 in Prenzlau, seine Eltern waren Alexander und Frieda Sinasohn) legte am 26. Mai 1994 ein zweistündiges Video Testimony für die USC Shoah Foundation ab, in dem er auch über seine Großmutter Friederike, seinen Onkel Georg, seine Tante Selma, seine Cousine Ilse und seinen Cousin Heinz berichtete. Sein Sohn Sam Sinasohn veröffentlichte das Testimony auf YouTube. |
|              | HIER WOHNTE JOHANNA STEINBERG JG. 1867 DEPORTIERT 1942 THERESIENSTADT ERMORDET 23.9.1943                                                                               | Schwedter Straße 18 (vormals Hermann-Göring-Straße)          | Johanna Steinberg wurde am 12. August 1887 in Wien geboren. Sie wurde am 4. November 1942 von Berlin nach Theresienstadt deportiert und dort am 23. September 1943 ermordet. |
|              | HIER WOHNTE KLARA STEINBERG GEB. GOLDSCHMIDT JG. 1866 DEPORTIERT 1942 THERESIENSTADT ERMORDET 23.1.1943                                                                | Schwedter Straße 18 (vormals Hermann-Göring-Straße)          | Klara Steinberg, geborene Goldschmidt, wurde am 4. Februar 1866 in Brünn geboren. Sie wurde am 4. November 1942 nach Theresienstadt deportiert und dort am 23. Januar 1943 ermordet. |

## Verlegungen
- 6. Mai 2012
- 26. Juni 2015
- 21. Juni 2022

Die Stolpersteine von Prenzlau werden regelmäßig gereinigt.

## Quelle
- Stolpersteine in Prenzlau auf der Seite der Stadtverwaltung